# Gilly (métro léger de Charleroi)
 (août 2022).
Si vous disposez d'ouvrages ou d'articles de référence ou si vous connaissez des sites web de qualité traitant du thème abordé ici, merci de compléter l'article en donnant les références utiles à sa vérifiabilité et en les liant à la section « Notes et références ».
Pour les articles homonymes, voir Gilly.
La Gilly est une station du métro léger de Charleroi. C'est une station souterraine qui se trouve sur la ligne M4 vers Soleilmont.

## Histoire
Elle est complètement construite depuis 1985 mais n'a été inaugurée le 28 août 1992. 
Le nom de la station provient de la commune fusionnée à l'entité de la ville de Charleroi, elle dessert l'Hôtel de Ville de Gilly, la piscine de Gilly, des écoles, une grande zone de commerces et d'habitations.
Dans sa première version, la station était ornée de volumes multicolores. Une bonne quinzaine d'années après son ouverture, sa décoration ne correspondait plus aux critères actuels.
Il fut donc décidé de moderniser la station, dans le cadre du prolongement du métro vers Soleilmont.
La nouvelle station Gilly telle qu'elle se présente aujourd'hui fut inaugurée le 23 avril 2008 pour un budget de 891 620 €. Sa décoration allie pierre et métal ; les murs de la station sont recouverts de carrelages aux dominantes blanches et rouges.
En début de quai, une carte localise les Gilly honorés dans la station ; les armoiries de ces villes s'affichent sur le côté gauche des voies. Côté droit, c'est la commune où est située la station qui est à l'honneur, avec les paroles de "El pétite gayole" d'Oscar Sabeau, chanson rendue célèbre par Julos Beaucarne, et retranscrite en wallon de Charleroi.

Quelques armoiries présentées
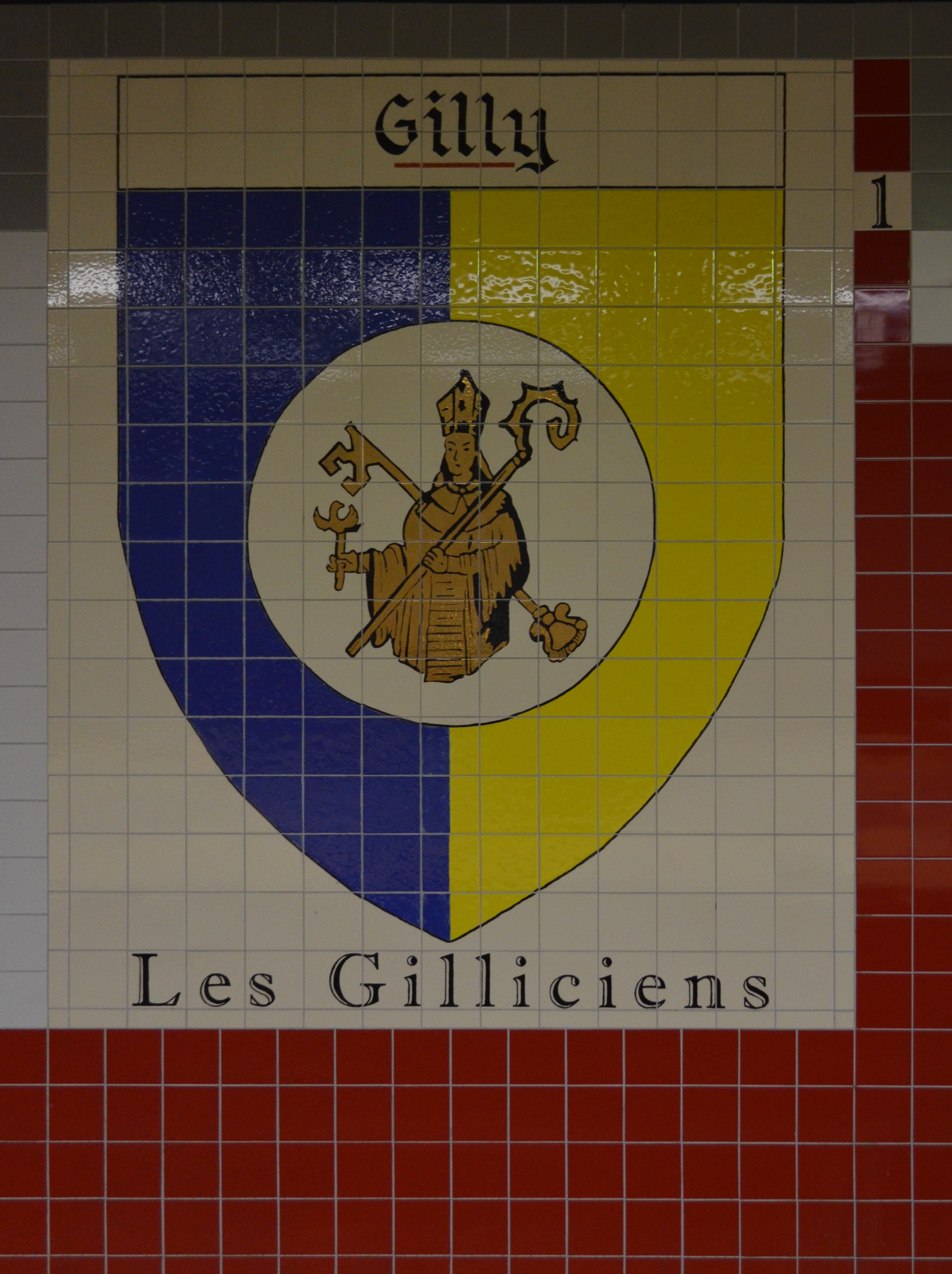
Gilly.
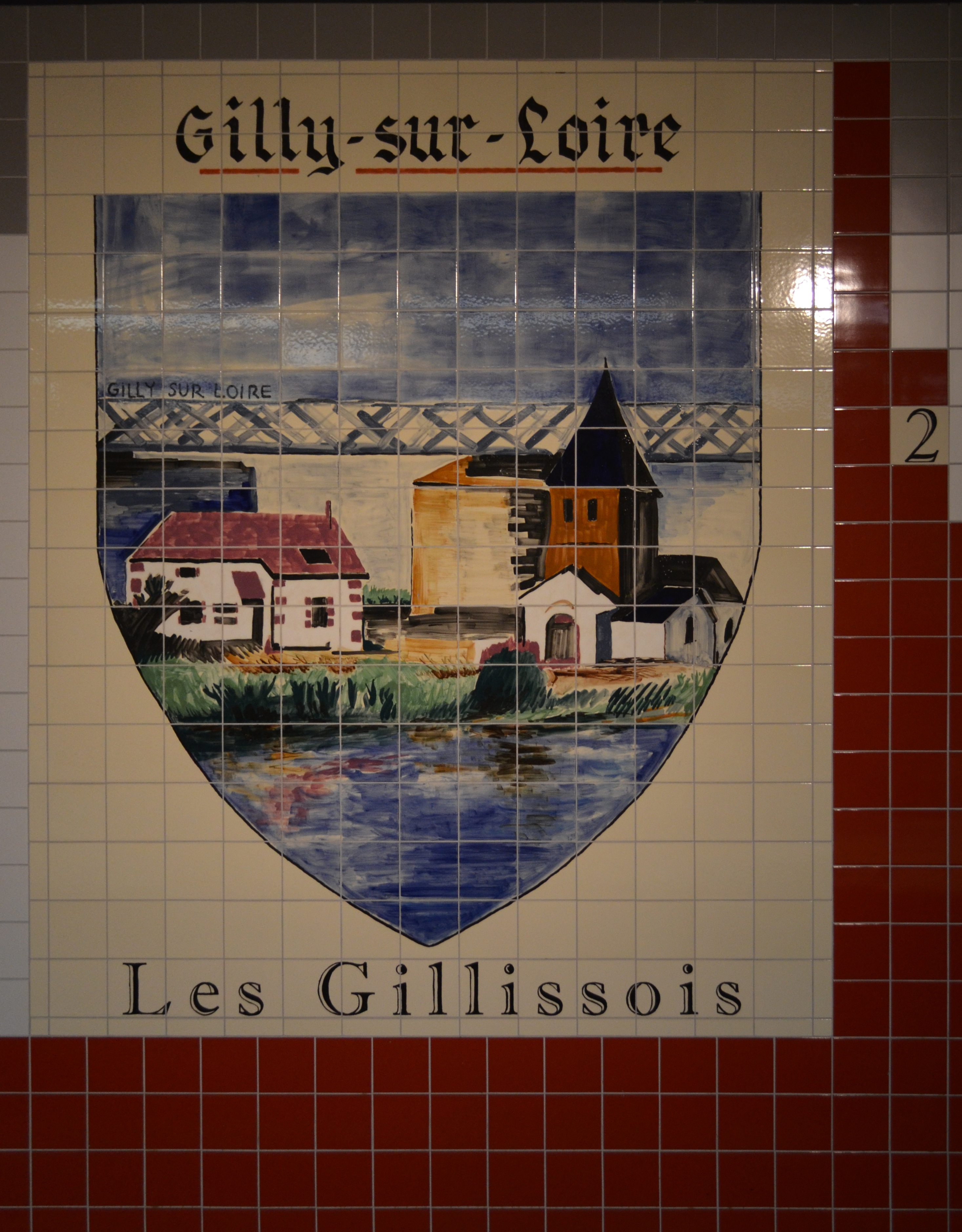
Gilly-sur-Loire
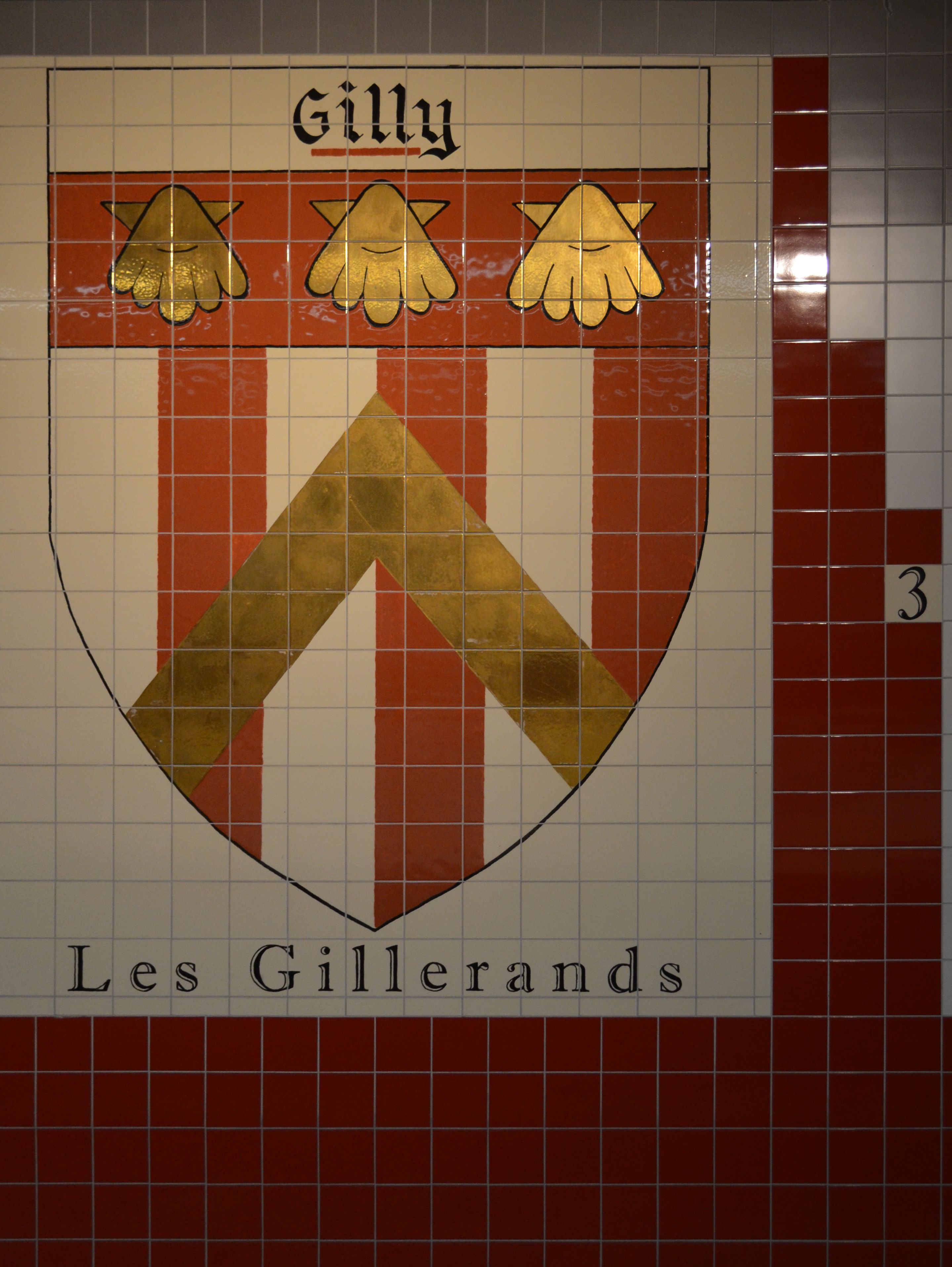
Gilly (Vaud).

Jusqu'en février 2012, Gilly était le terminus des lignes 54 et 55. Avec la prolongation de l'antenne en direction de Soleilmont, elle est devenue une station de passage sur la ligne M4, le réseau ayant été restructuré.